# Fair Traders
Fair Traders – True Stories of Ethical Business ist ein Schweizer Dokumentarfilm des Regisseurs Nino Jacusso. Laut Swiss Films zeigt der Film «drei Persönlichkeiten aus drei Generationen, die in der Schweiz, in Deutschland, Tansania und Indien alternative Ideen umsetzen und Nachhaltigkeit als Versprechen für die Zukunft einlösen».

## Produktion, Veröffentlichung
Für den Ton war Olivier JeanRichard verantwortlich, für die Montage Loredana Christelli, fürs Bild-Design Ueli Nüesch, für den Tonschnitt, Sounddesign und Mix Christian Beusch. Die Produktionsleitung lag bei Fabiana Schuppli und Sonja Kilbertus.
Der Film startete am 14. Februar 2019 in den Schweizer Kinos (Filmverleih Schweiz: Filmcoopi Zürich).
Der Kinostart in Deutschland war am 18. März 2019 in Augsburg (Filmverleih Deutschland: RealFiction Köln).

## Festivals
- Internationale Hofer Filmtage 2018
- Solothurner Filmtage 2019